# Giovanna Mezzogiorno
Giovanna Mezzogiorno (sinh ngày 9 tháng 11 năm 1974) là một nữ diễn viên kịch và phim Ý, con gái của diễn viên Vittorio Mezzogiorno và Cecilia Sacchi. Cô nổi bật qua các phim Cuộc hành trình của cô dâu (Il viaggio della sposa) năm 1997, Tình yêu đã mất (Del perduto amore) năm 1998 giành giải David di Donatello nữ diễn viên xuất sắc nhất, tham gia phim truyền hình Những người khốn khổ năm 2000, tham gia bộ phim Ilaria Alpi - ngày độc ác nhất (Ilaria Alpi - Il più crudele dei giorni), nổi bật phim Đối mặt với Windows (La finestra di fronte) giành nhiều giải thưởng quan trọng, năm 2003.
Phim The Beast in the Heart năm 2005 có sự tham gia của cô rất thành công (đề cử giải Oscar phim tiếng nước ngoài hay nhất, cô giành Cúp Volpi tại Liên hoan phim Venice và giải David di Donatello nữ diễn viên xuất sắc nhất); và phim Vincere 2009 giành nhiều giải; tham gia phim Tình yêu thời thổ tả (Love in the Time of Cholera) chuyển thể từ tiểu thuyết nổi tiếng của Gabriel García Márquez năm 2007.

## Các phim đã đóng
- Il viaggio della sposa (1997)
- Del perduto amore (1998)
- Più leggero non basta (1999, TV movie)
- Asini (1999)
- Un uomo perbene (1999)
- Les Misérables (2000, TV mini-series)
- Afrodita, el sabor del amor (2001)
- State zitti per favore (2001)
- L'ultimo bacio (2001)
- Malefemmene (2001)
- Nobel (2001)
- Tutta la conoscenza del mondo (2001)
- Ilaria Alpi - Il più crudele dei giorni (2002)
- Entrusted (2003, TV movie)
- La finestra di fronte (Facing Windows, 2003)
- L'amore ritorna (2004)
- Stai con me (2004)
- Il club delle promesse (Au secours, j'ai trente ans!, 2004)
- Virginia, la monaca di Monza (2004, TV movie)
- La bestia nel cuore (The Beast in the Heart, 2005)
- Lezioni di volo (2006)
- Love in the Time of Cholera (2007)
- Palermo Shooting (2008)
- Vincere (2009)